# Brahenlinna

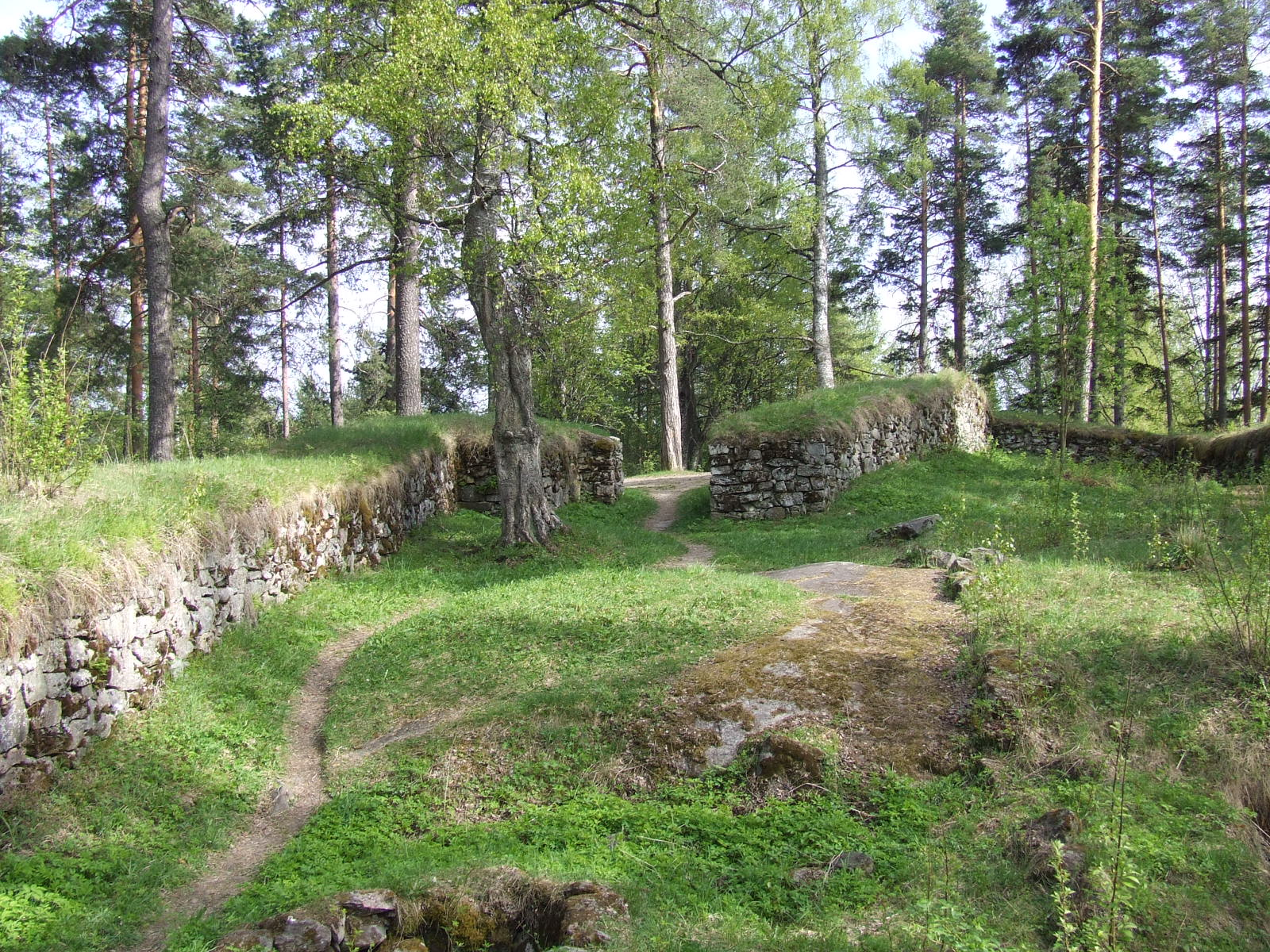
Le rovine del castello Brahelinna

Brahenlinna era un castello finlandese situato a 2 km dalla cittadina di Ristiina. Ormai in rovina, fu fatto erigere dal conte Per Brahe.
Un cartello recante la scritta "Dunckerin kivi" rimanda a una pietra eretta in onore di un abitante locale di nome Duncker, che perse la vita combattendo durante le battaglie del 1809 contro la Russia.